# Муром (городской округ)
Му́ром или округ Му́ром — административно-территориальное образование и городской округ во Владимирской области России.
Административный центр — город Муром.

## История
- Муниципальное образование «Округ Муром» образовано 11 декабря 2001 года в соответствии с Законом Владимирской области № 137-ОЗ в результате объединения города Муром и Муромского района.
- 11 ноября 2004 года Законом Владимирской области № 179-ОЗ[6] муниципальное образование округ Муром наделено статусом городского округа.
- 13 мая 2005 года в соответствии с Законом Владимирской области № 58-ОЗ[7] из муниципального образования «Округ Муром» был выделен Муромский муниципальный район. В составе городского округа кроме города Мурома остались населённые пункты бывших Дмитриевско-Слободского и Подболотского сельсоветов (сельских округов).

## Население
| 2005     | 2009     | 2010     | 2011     | 2012     | 2013     | 2014     | 2015     | 2016     |
| -------- | -------- | -------- | -------- | -------- | -------- | -------- | -------- | -------- |
| 131 400  | ↘118 224 | ↗125 231 | ↘125 016 | ↘123 269 | ↘121 820 | ↘120 613 | ↘119 824 | ↘119 093 |
| 2017     | 2018     | 2019     | 2020     | 2021     |          |          |          |          |
| ↘118 743 | ↘117 899 | ↘116 827 | ↘115 625 | ↘114 987 |          |          |          |          |

Территориально-административная реформа 2006 года, в ходе которой был образован муромский городской округ (Муром и 9 близлежащих сельских поселений), численно несколько увеличила количество горожан (по оценкам 2006 года их было 131 400 человек). Общая же численность населения городского округа Муром и Муромского района составила в 2009 году 143 тыс. человек.
По данным переписи населения 2010 года в округе Муром численность населения возросла до 123 908 человек (мужчин — 54 344; женщин — 69 564). В Муромском районе (округ Муром в состав района не входит) — 15 828 человек (мужчин — 7182
женщины — 8646).

### Национальный состав
По итогам переписи населения 2020 года проживали следующие национальности (национальности менее 0,1 % и другое, см. в сноске к строке «Другие»):
| Национальность | Численность, чел. | Доля     |
| -------------- | ----------------- | -------- |
| Русские        | 108 620           | 94,46 %  |
| Украинцы       | 262               | 0,23 %   |
| Татары         | 228               | 0,20 %   |
| Армяне         | 135               | 0,12 %   |
| Другие         | 5742              | 4,99 %   |
| Итого          | 114 987           | 100,00 % |

## Состав городского округа
| №  | Населённый пункт          | Тип населённого пункта        | Население |
| -- | ------------------------- | ----------------------------- | --------- |
| 1  | Александровка             | деревня                       | ↗702      |
| 2  | Дмитриевская Слобода      | село                          | ↘1197     |
| 3  | Коммуна                   | деревня                       | ↗13       |
| 4  | Механизаторов             | посёлок                       | ↘1313     |
| 5  | Муром                     | город, административный центр | ↘104 078  |
| 6  | Муромский                 | посёлок                       | ↘817      |
| 7  | Нежиловка                 | деревня                       | ↗233      |
| 8  | Орлово                    | деревня                       | ↘696      |
| 9  | Фабрики им. П. Л. Войкова | посёлок                       | ↘1130     |
| 10 | Якиманская Слобода        | село                          | ↘1389     |

## Местное самоуправление
Совет народных депутатов округа Муром. 30 депутатов.
Председатели совета
- Федурин Константин Григорьевич

Администрация округа Муром
Главы администрации
- с 2011 года — Рычков Евгений Евгеньевич, глава округа